# Kip Winger
Kip Winger est un musicien américain né le 21 juin 1961 à Denver. Il est depuis 1987 le chanteur et bassiste de Winger. Il a aussi publié plusieurs albums solo sous son propre nom, mais il a également fait partie du groupe d'Alice Cooper avec lequel il a enregistré deux albums (voir ci-dessous). En 2018 Kip Winger a rejoint le mythique Alan Parsons pour une tournée européenne.

## Discographie

### Winger
- 1988 : Winger
- 1990 : In the Heart of the Young
- 1993 : Pull
- 2006 : IV
- 2009 : Karma
- 2014 : Better Days Comin'
- 2023 : Seven

### Solo
- 1996 : This Conversation Seems Like a Dream
- 1998 :  Made By Hand
- 2000 : Songs from the Ocean Floor
- 2008 : From the Moon to the Sun

### avec Alice Cooper
- 1986 : Constrictor
- 1987 : Raise Your Fist and Yell